# Nagroda Muzyczna Ernsta von Siemensa
Nagroda Muzyczna Ernsta von Siemensa (niem. Ernst von Siemens Musikpreis) – niemiecka nagroda muzyczna, ufundowana i ustanowiona przez przemysłowca Ernsta von Siemensa w 1972 roku, przyznawana przez Bawarską Akademię Sztuk Pięknych od 1974 roku; bywa nazywana „muzyczną Nagrodą Nobla”. 

## Historia
Nagrodę ustanowił w 1972 roku niemiecki przemysłowiec i miłośnik muzyki klasycznej, Ernst von Siemens (ur. 1903, zm. 1990), który odbudował przedsiębiorstwo Siemens po II wojnie światowej. Jest ona przyznawana od 1974 roku. Środki finansowe zapewnia Fundacja Muzyczna Ernsta von Siemensa z siedzibą w Szwajcarii, a wyboru nagrodzonych dokonuje Bawarska Akademia Sztuk Pięknych. Rozdanie nagród odbywa się w Monachium w Hercules Hall.
Nagroda główna jest przeznaczona dla kompozytorów i wykonawców muzyki, bywa nazywana „muzyczną Nagrodą Nobla”.
Oprócz nagrody głównej jest przyznawana Nagroda Promocyjna dla młodych kompozytorów (niem. Förderpreis Komposition), a od 2021 roku także nagroda dla zespołów muzycznych (niem. Förderpreis Ensemble). W 2025 roku główna nagroda wynosiła 250 000 euro, natomiast nagroda dla zespołów – 75 000 euro.

## Laureaci nagrody głównej
- 1974 – Benjamin Britten[4]
- 1975 – Olivier Messiaen[15]
- 1976 – Mstisław Rostropowicz[16]
- 1977 – Herbert von Karajan[16]
- 1978 – Rudolf Serkin[3]
- 1979 – Pierre Boulez[3]
- 1980 – Dietrich Fischer-Dieskau[16]
- 1981 – Elliott Carter[17]
- 1982 – Gidon Kremer[3]
- 1983 – Witold Lutosławski[4][2]
- 1984 – Yehudi Menuhin[16]
- 1985 – Andrés Segovia[3]
- 1986 – Karlheinz Stockhausen[3]
- 1987 – Leonard Bernstein[16]
- 1988 – Peter Schreier[3]
- 1989 – Luciano Berio[3]
- 1990 – Hans Werner Henze[3]
- 1991 – Heinz Holliger[18]
- 1992 – Howard C. Robbins Landon(inne języki)[19]
- 1993 – György Ligeti[3]
- 1994 – Claudio Abbado[16]
- 1995 – Harrison Birtwistle[8]
- 1996 – Maurizio Pollini[3]
- 1997 – Helmut Lachenmann[3]
- 1998 – György Kurtág[3]
- 1999 – Arditti Quartet(inne języki)[16]
- 2000 – Mauricio Kagel[20]
- 2001 – Reinhold Brinkmann(inne języki)[21]
- 2002 – Nikolaus Harnoncourt[16]
- 2003 – Wolfgang Rihm[1]
- 2004 – Alfred Brendel[16]
- 2005 – Henri Dutilleux[16]
- 2006 – Daniel Barenboim[22]
- 2007 – Brian Ferneyhough[8]
- 2008 – Anne-Sophie Mutter[23]
- 2009 – Klaus Huber[24]
- 2010 – Michael Gielen[25]
- 2011 – Aribert Reimann[26]
- 2012 – Friedrich Cerha[27]
- 2013 – Mariss Jansons[28]
- 2014 – Peter Gülke(inne języki)[29]
- 2015 – Christoph Eschenbach za osiągnięcia dyrygenckie i pianistyczne[7]
- 2016 – Per Nørgård[30]
- 2017 – Pierre-Laurent Aimard[31]
- 2018 – Beat Furrer(inne języki)[32]
- 2019 – Rebecca Saunders(inne języki)[33]
- 2020 – Tabea Zimmermann[34]
- 2021 – Georges Aperghis[6]
- 2022 – Olga Neuwirth(inne języki)[35]
- 2023 – George Benjamin(inne języki)[36]
- 2024 – Unsuk Chin[37]
- 2025 – Simon Rattle[4]

## Laureaci nagrody dla młodych kompozytorów
- 1990 – Michael Jarrell[38] i George Lopez[39]
- 1991 – Herbert Willi(inne języki)[40]
- 1992 – Beat Furrer(inne języki) i Benedict Mason(inne języki)[39]
- 1993 – Sylvia Fomina i Param Vir(inne języki)[39]
- 1994 – Hans-Jürgen von Bose, Marc-André Dalbavie(inne języki), Luca Francesconi(inne języki)[39]
- 1995 – Gerd Kühr(inne języki) i Philippe Hurel(inne języki)[39]
- 1996 – Volker Nickel(inne języki) i Rebecca Saunders(inne języki)[39]
- 1997 – Moritz Eggert(inne języki) i Mauricio Sotelo(inne języki)[39]
- 1998 – Antoine Bonnet(inne języki) i Claus-Steffen Mahnkopf(inne języki)[39]
- 1999 – Thomas Adès i Olga Neuwirth(inne języki)[39]
- 2000 – Hanspeter Kyburz, Augusta Read Thomas(inne języki), Andrea Lorenzo Scartazzini(inne języki)[39]
- 2001 – Isabel Mundry(inne języki), André Werner(inne języki), José María Sánchez-Verdú(inne języki)[39]
- 2002 – Mark Andre(inne języki), Jan Müller-Wieland(inne języki), Charlotte Seither(inne języki)[39]
- 2003 – Chaya Czernowin(inne języki), Christian Jost, Jörg Widmann(inne języki)[39]
- 2004 – Fabien Lévy(inne języki), Johannes Maria Staud(inne języki), Enno Poppe(inne języki)[39]
- 2005 – Sebastian Claren(inne języki), Philipp Maintz(inne języki), Michel van der Aa(inne języki)[39]
- 2006 – Jens Joneleit(inne języki), Alexander Muno, Athanasia Tzanou[39]
- 2007 – Vykintas Baltakas(inne języki) i Markus Hechtle(inne języki)[39]
- 2008 – Dieter Ammann(inne języki), Márton Illés(inne języki), Wolfram Schurig(inne języki)[39]
- 2009 – Francesco Filidei(inne języki), Miroslav Srnka(inne języki), Lin Yang[39]
- 2010 – Pierluigi Billone(inne języki), Arnulf Herrmann(inne języki), Oliver Schneller(inne języki)[39]
- 2011 – Steven Daverson, Hèctor Parra(inne języki), Hans Thomalla(inne języki)[39]
- 2012 – Luke Bedford(inne języki), Zeynep Gedizlioğlu(inne języki), Ulrich Alexander Kreppein(inne języki)[39]
- 2013 – David Philip Hefti(inne języki), Samy Moussa(inne języki), Marko Nikodijevic(inne języki)[39]
- 2014 – Simone Movio(inne języki), Brigitta Muntendorf[10], Luis Codera Puzo[39]
- 2015 – Birke J. Bertelsmeier(inne języki), Mark Barden(inne języki), Christian Mason[39]
- 2016 – Milica Djordjevic(inne języki), David Hudry, Gordon Kampe(inne języki)[39]
- 2017 – Michael Pelzel(inne języki), Simon Steen-Andersen(inne języki), Lisa Streich(inne języki)[39]
- 2018 – Clara Iannotta(inne języki), Timothy McCormack, Oriol Saladrigues[41]
- 2019 – Annesley Black(inne języki), Ann Cleare(inne języki), Mithatcan Öcal[42]
- 2020 – Catherine Lamb(inne języki), Francesca Verunelli(inne języki), Samir Amarouch(inne języki)[11]
- 2021 – Malte Giesen(inne języki), Mirela Ivičević, Yair Klartag[11]
- 2022 – Benjamin Attahir(inne języki), Naomi Pinnock(inne języki), Mikel Urquiza(inne języki)[43]
- 2023 – Sara Glojnarić(inne języki), Alex Paxton(inne języki), Eric Wubbels[44]
- 2024 – Yiqing Zhu, Daniele Ghisi(inne języki), Bára Gísladóttir(inne języki)[45]
- 2025 – Ashkan Behzadi(inne języki), Bastien David(inne języki), Kristine Tjøgersen(inne języki)[46]

## Laureaci nagrody dla zespołów
- 2021/2022[47] – Spółdzielnia Muzyczna[2][48] i Explore Ensemble[49]
- 2023 –  Ekmeles(inne języki) i NAMES[50]
- 2024 – Frames Percussion i Broken Frames Syndicate[51]
- 2025 – kolektw Lovemusic i zespół Tacet(i)[2]